# Morti nel 2004/Febbraio
| Questa pagina contiene informazioni ricavate automaticamente dalle voci biografiche con l'ausilio del template Bio e di un bot. L'aggiornamento è periodico e automatico e ricostruisce completamente la pagina. Se manca una persona in questa lista, sei pregato di non aggiungerla, ma accertati piuttosto che la sua voce biografica contenga il template Bio e che i dati anagrafici siano correttamente compilati. Se il template Bio manca, inseriscilo tu stesso o, in alternativa, metti l'avviso {{tmp\|Bio}} che ne segnala la mancanza. Se i dati riportati sono sbagliati, correggi direttamente la voce biografica; le modifiche saranno visibili in questa lista entro pochi giorni. Per chiarimenti vedi il progetto biografie. La lista contiene solo le 131 persone che sono citate nell'enciclopedia e per le quali è stato implementato correttamente il template Bio. Pagina aggiornata al 2 lug 2025. |

- 1º febbraio - Alvin Baltrop, fotografo statunitense (n. 1948)
- 1º febbraio - Ewald Cebula, allenatore di calcio e calciatore polacco (n. 1917)
- 1º febbraio - Jerzy Dobrzycki, astronomo e storico polacco (n. 1927)
- 1º febbraio - Ally MacLeod, allenatore di calcio e calciatore scozzese (n. 1931)
- 1º febbraio - Aldina Martano, attrice e showgirl italiana (n. 1948)
- 1º febbraio - Álvaro d'Ors, giurista e storico spagnolo (n. 1915)
- 1º febbraio - Francesco Patti, ciclista su strada italiano (n. 1913)
- 1º febbraio - Bob Stokoe, calciatore e allenatore di calcio inglese (n. 1930)
- 1º febbraio - Dino Verde, scrittore, paroliere e drammaturgo italiano (n. 1922)
- 2 febbraio - Gianfranco Cecchin, psichiatra e psicoterapeuta italiano (n. 1932)
- 2 febbraio - Henry Cockburn, calciatore inglese (n. 1921)
- 2 febbraio - Riki Maiocchi, cantante italiano (n. 1940)
- 2 febbraio - Maddalena Nodari, pittrice italiana (n. 1915)
- 2 febbraio - Róbert Zimonyi, canottiere ungherese (n. 1918)
- 3 febbraio - Keve Hjelm, attore e regista svedese (n. 1922)
- 3 febbraio - Ryszard Pędrak, slittinista polacco (n. 1932)
- 3 febbraio - Jason Raize, attore, doppiatore e cantante statunitense (n. 1975)
- 3 febbraio - Fred Tommy, sciatore alpino canadese (n. 1941)
- 4 febbraio - Bruno Dominijanni, avvocato e politico italiano (n. 1922)
- 4 febbraio - Michael P. Moran, attore e drammaturgo statunitense (n. 1944)
- 4 febbraio - Nikolaj Vasil'evič Ovčinnikov, pittore, storico dell'arte e critico d'arte russo (n. 1918)
- 5 febbraio - Maria Bravin, velocista e nuotatrice italiana (n. 1907)
- 5 febbraio - Ettore Della Giovanna, giornalista italiano (n. 1912)
- 5 febbraio - Franco Ferlenga, pittore, scultore e architetto italiano (n. 1916)
- 5 febbraio - Adrienne Fidelin, modella e danzatrice francese (n. 1915)
- 5 febbraio - Frances Partridge, scrittrice inglese (n. 1900)
- 5 febbraio - Thomas Hinman Moorer, ammiraglio statunitense (n. 1912)
- 5 febbraio - Nuto Revelli, scrittore, ufficiale e partigiano italiano (n. 1919)
- 6 febbraio - Jovan Cokić, calciatore jugoslavo (n. 1927)
- 6 febbraio - Humphry Osmond, psichiatra inglese (n. 1917)
- 6 febbraio - Carlo Zaghi, giornalista e storico italiano (n. 1910)
- 7 febbraio - Khalid Ishaq, avvocato e giurista pakistano (n. 1926)
- 7 febbraio - Mikheil Korkia, cestista e allenatore di pallacanestro sovietico (n. 1948)
- 7 febbraio - Giovanni Maria Rossi, presbitero, compositore e musicista italiano (n. 1929)
- 7 febbraio - Federico Sordillo, avvocato e dirigente sportivo italiano (n. 1927)
- 8 febbraio - Walter Freud, ingegnere chimico austriaco (n. 1921)
- 8 febbraio - Kristian Henriksen, calciatore e allenatore di calcio norvegese (n. 1911)
- 8 febbraio - Andrea Mascagni, politico, partigiano e musicista italiano (n. 1917)
- 8 febbraio - Giuseppe Salari, politico italiano (n. 1909)
- 9 febbraio - Julio Baylón, calciatore peruviano (n. 1950)
- 9 febbraio - Jane Hamilton, attrice e modella statunitense (n. 1915)
- 9 febbraio - Luigi Maria Personè, scrittore e giornalista italiano (n. 1902)
- 9 febbraio - Mario Pezzotta, trombonista e compositore italiano (n. 1920)
- 9 febbraio - Opilio Rossi, cardinale e arcivescovo cattolico italiano (n. 1910)
- 10 febbraio - Paul Ilyinsky, politico statunitense (n. 1928)
- 10 febbraio - J.C. Quinn, attore statunitense (n. 1940)
- 10 febbraio - John Sundberg, tiratore a segno svedese (n. 1920)
- 10 febbraio - Vittorio Vettori, poeta, scrittore e critico letterario italiano (n. 1920)
- 11 febbraio - Robbie Buttigieg, calciatore maltese (n. 1936)
- 11 febbraio - Tadeusz Dembończyk, sollevatore polacco (n. 1955)
- 11 febbraio - Jozef Lenárt, politico cecoslovacco (n. 1923)
- 11 febbraio - Tony Pope, doppiatore statunitense (n. 1947)
- 11 febbraio - Shirley Strickland, ostacolista e velocista australiana (n. 1925)
- 11 febbraio - Marco Tangheroni, storico e medievista italiano (n. 1946)
- 12 febbraio - Egidio Bonfante, designer italiano (n. 1922)
- 12 febbraio - Martin Booth, scrittore e poeta britannico (n. 1944)
- 12 febbraio - Costantino De Andreis, calciatore italiano (n. 1925)
- 12 febbraio - Věra Suchánková, pattinatrice artistica su ghiaccio cecoslovacca (n. 1932)
- 12 febbraio - Albeiro Usuriaga, calciatore colombiano (n. 1966)
- 13 febbraio - Denis Eugene Hurley, arcivescovo cattolico sudafricano (n. 1915)
- 13 febbraio - Zelimchan Jandarbiev, scrittore e politico sovietico (n. 1952)
- 14 febbraio - Marco Pantani, ciclista su strada italiano (n. 1970)
- 14 febbraio - Yang Xinhai, serial killer cinese (n. 1968)
- 15 febbraio - Fiorella Bini, cantante italiana (n. 1933)
- 15 febbraio - Hasse Ekman, attore e regista svedese (n. 1915)
- 15 febbraio - Spartaco Ghini, imprenditore e dirigente sportivo italiano (n. 1933)
- 15 febbraio - Lauro Minghelli, calciatore italiano (n. 1973)
- 15 febbraio - Isarco Ravaioli, attore italiano (n. 1933)
- 15 febbraio - Luigi Taramazzo, pilota automobilistico italiano (n. 1932)
- 15 febbraio - Friedrich Waller, bobbista svizzero (n. 1920)
- 16 febbraio - Tito Marchioro, fumettista italiano (n. 1931)
- 16 febbraio - Vincenzo Mondo, politico e medico italiano (n. 1925)
- 16 febbraio - Geoff Twentyman, allenatore di calcio e calciatore inglese (n. 1930)
- 17 febbraio - Aldo Borgonzoni, pittore italiano (n. 1913)
- 17 febbraio - Fatafehi 'Alaivahamama'o Tuku'aho, principe tongano (n. 1954)
- 17 febbraio - Gaston Godel, marciatore svizzero (n. 1914)
- 17 febbraio - Sof'ja Nikolaevna Golovkina, ballerina e coreografa russa (n. 1915)
- 17 febbraio - Günther Herrmann, militare e poliziotto tedesco (n. 1908)
- 17 febbraio - José López Portillo, politico messicano (n. 1920)
- 18 febbraio - Despo Diamantidou, attrice greca (n. 1916)
- 18 febbraio - Tommy Eglington, calciatore irlandese (n. 1923)
- 18 febbraio - Prosperino Gallipoli, religioso e missionario italiano (n. 1932)
- 18 febbraio - Jean Rouch, etnologo, antropologo e regista francese (n. 1917)
- 19 febbraio - Giulio Battistini, politico italiano (n. 1912)
- 19 febbraio - Gurgen Margaryan, militare armeno (n. 1978)
- 19 febbraio - Franco Ponzinibio, calciatore argentino (n. 1914)
- 20 febbraio - Ana Ariel, attrice brasiliana (n. 1930)
- 20 febbraio - Sigfrido Fontanelli, ciclista su strada italiano (n. 1947)
- 20 febbraio - Giovanni Locatelli, vescovo cattolico italiano (n. 1924)
- 20 febbraio - Renzo Rinaldi, attore italiano (n. 1941)
- 21 febbraio - John Charles, calciatore, allenatore di calcio e cantante gallese (n. 1931)
- 21 febbraio - Bart Howard, compositore statunitense (n. 1915)
- 21 febbraio - Svava Jakobsdóttir, scrittrice, drammaturga e politica islandese (n. 1930)
- 21 febbraio - Custódio Pinto, calciatore portoghese (n. 1942)
- 21 febbraio - Irina Press, multiplista, ostacolista e pesista sovietica (n. 1939)
- 21 febbraio - Ljudmila Šišova, schermitrice sovietica (n. 1940)
- 22 febbraio - Bob Bednarski, sollevatore statunitense (n. 1944)
- 22 febbraio - Roque Máspoli, allenatore di calcio e calciatore uruguaiano (n. 1917)
- 23 febbraio - Vijay Anand, regista e attore indiano (n. 1934)
- 23 febbraio - Carl Anderson, cantante e attore statunitense (n. 1945)
- 23 febbraio - Neil Ardley, pianista, compositore e scrittore inglese (n. 1937)
- 23 febbraio - Ryszard Białowąs, cestista polacco (n. 1947)
- 23 febbraio - Don Cornell, cantante statunitense (n. 1919)
- 23 febbraio - Samuel Edward Konkin III, economista statunitense (n. 1947)
- 23 febbraio - Luciano Tosone, ingegnere e pittore italiano (n. 1921)
- 24 febbraio - Libero Ajello, micologo statunitense (n. 1916)
- 24 febbraio - Nino Anderlini, fondista italiano (n. 1926)
- 24 febbraio - Albert Axelrod, schermidore statunitense (n. 1921)
- 24 febbraio - Francisco José Pérez y Fernández-Golfín, vescovo cattolico spagnolo (n. 1931)
- 24 febbraio - John Randolph, attore statunitense (n. 1915)
- 25 febbraio - Estelle Axton, produttrice discografica statunitense (n. 1918)
- 25 febbraio - Jacques Georges, dirigente sportivo francese (n. 1916)
- 25 febbraio - Henryk Jaźnicki, calciatore, cestista e pallavolista polacco (n. 1917)
- 25 febbraio - Jurij Ozerov, cestista e allenatore di pallacanestro sovietico (n. 1928)
- 26 febbraio - Harry Bartell, attore statunitense (n. 1913)
- 26 febbraio - Giuseppe Ragazzini, linguista italiano (n. 1923)
- 26 febbraio - Giuseppe Selvaggi, giornalista e poeta italiano (n. 1923)
- 26 febbraio - Boris Trajkovski, politico macedone (n. 1956)
- 26 febbraio - Ralph E. Winters, montatore canadese (n. 1909)
- 27 febbraio - Enzo Polito, pallanuotista italiano (n. 1926)
- 27 febbraio - Paul Sweezy, economista, editore e attivista statunitense (n. 1910)
- 28 febbraio - Francisco Arencibia, calciatore cubano (n. 1912)
- 28 febbraio - Daniel J. Boorstin, storico, docente e saggista statunitense (n. 1914)
- 28 febbraio - Carmen Laforet, scrittrice spagnola (n. 1921)
- 28 febbraio - Otto Steidle, architetto tedesco (n. 1943)
- 28 febbraio - Edmondo Tieghi, attore italiano (n. 1930)
- 28 febbraio - Angie Turner King, chimica e matematica statunitense (n. 1905)
- 29 febbraio - Oleksandr Bereš, ginnasta ucraino (n. 1977)
- 29 febbraio - Dana Broccoli, attrice e scrittrice statunitense (n. 1922)
- 29 febbraio - Marc Cavell, attore e cantante statunitense (n. 1939)
- 29 febbraio - Danny Ortiz, calciatore guatemalteco (n. 1976)